# Zhili (köpinghuvudort i Kina, Zhejiang Sheng, lat 30,87, long 120,26)
Zhili är en köpinghuvudort i Kina. Den ligger i provinsen Zhejiang, i den östra delen av landet, omkring 70 kilometer norr om provinshuvudstaden Hangzhou. Antalet invånare är 186 609. Befolkningen består av 94 285 kvinnor och 92 324 män. Barn under 15 år utgör 8,0 %, vuxna 15-64 år 85 %, och äldre över 65 år 6,0 %.
Runt Zhili är det tätbefolkat, med 947 invånare per kvadratkilometer. Zhili är det största samhället i trakten. Trakten runt Zhili består till största delen av jordbruksmark.
Genomsnittlig årsnederbörd är 1 675 millimeter. Den regnigaste månaden är juni, med i genomsnitt 253 mm nederbörd, och den torraste är november, med 62 mm nederbörd.